# Vittorio Amedeo Balbo Bertone di Sambuy
Vittorio Amedeo Balbo Bertone, conte di Sambuy (Torino, 21 settembre 1793 – Vienna, 6 febbraio 1846), è stato un nobile, militare e diplomatico italiano.

## Biografia
Figlio di Carlo Gabriele (*1765 †1828) e della nobile alessandrina Daria Delfina Ghilini dei signori di Castelceriolo fu, da giovane, paggio di Napoleone e, in seguito, partecipò alla campagna di Russia.
Con la restaurazione del 1815, fu mantenuto nell'esercito del Regno di Sardegna. Durante gli eventi del 1821 espresse la sua lealtà al principe di Carignano, e ne condivise le aspirazioni patriottiche. Tuttavia, rimase fedele alla monarchia, adoperandosi per prevenire un'insurrezione nel suo reggimento di cavalleria e negoziando la clemenza per il suo superiore in seguito alla rivolta.
Nei mesi che seguirono il movimento insurrezionale lasciò l'esercito per la diplomazia, inizialmente come segretario di legazione a Madrid sotto Antonio Brignole Sale, per poi essere promosso a incaricato d'affari. Rientrato nell'esercito nel 1830 con il grado di colonnello, Carlo Alberto lo nominò ministro a Monaco di Baviera. Nel 1835, con le dimissioni di Vittorio Amedeo Sallier della Torre dal Ministero degli Esteri, vi fu una breve considerazione per la sua successione, ma il re optò per Clemente Solaro della Margarita. A lui fu assegnata la legazione a Vienna, dove giunse l'11 aprile 1835.
In questo incarico si trovò a bilanciare la necessità di rassicurare l'Austria sull'atteggiamento della Sardegna, mantenendo al contempo una posizione ferma contro ogni sopraffazione. La sua gestione fu talmente apprezzata che declinò ogni proposta di trasferimento a sedi più vantaggiose. Particolarmente notevole fu la sua fermezza nella disputa sul sale nel 1843, resistendo alle pressioni di Metternich a difesa degli interessi sardi. Orientato verso una politica progressista, si ritrovò occasionalmente in disaccordo con il suo ministro.

## Matrimonio e discendenza
Il 13 febbraio 1825, a Torino si sposa con Luisa Carlotta Pallavicino (*? †1842), figlia di Marco Adalberto Pallavicino (*1749 †1816), marchese delle Frabose, e di Maria Teresa Eva Polissena Orsini (*1746 †1778). La coppia ebbe quattro figli:
- Maria (*1824 †1861). Sposata l'8 febbraio 1848, a Santena, con Gian Filippo Gallarati Scotti (*1826 †1899);
- Carlo Alberto (*1826 †1845);
- Carlotta Gabriella (*1827 †1911). Sposata il 14 ottobre 1845 con Federico Giacinto Maria Alberico Calori Provana Balliani (*1814 †1890), conte di Vignale;
- Ernesto, (*1837 †1909). Conte di Sambuy e signore di Revigliaso, sposò il 4 novembre 1865, a Étang-sur-Arroux in Francia, Bonne Fougerette (*1842 †1912), dei marchesi de Ganay.

## Ascendenza
|                                |                             |                                                       | Genitori                                                |  |  | Nonni |  |  | Bisnonni                    |  |  | Trisnonni                               |  |
|                                |                             |                                                       |                                                         |  |  |       |  |  | Giulio Cesare Balbo Bertone |  |  | Giovanni Battista Antonio Balbo Bertone |  |
|                                |                             |                                                       |                                                         |  |  |       |  |  | Giulio Cesare Balbo Bertone |  |  | Giovanni Battista Antonio Balbo Bertone |  |
|                                |                             | Lucrezia Olimpia Tana                                 |                                                         |  |  |       |  |  | Giulio Cesare Balbo Bertone |  |  |                                         |  |
| Carlo Emanuele Balbo Bertone   |                             |                                                       |                                                         |  |  |       |  |  | Giulio Cesare Balbo Bertone |  |  |                                         |  |
|                                |                             | Beatrice di Saluzzo                                   | Carlo Michelantonio di Saluzzo                          |  |  |       |  |  |                             |  |  |                                         |  |
|                                |                             | Beatrice di Saluzzo                                   | Carlo Michelantonio di Saluzzo                          |  |  |       |  |  |                             |  |  |                                         |  |
|                                |                             | Beatrice di Saluzzo                                   | Cristina Biandrate                                      |  |  |       |  |  |                             |  |  |                                         |  |
| Carlo Gabriele Balbo Bertone   |                             | Beatrice di Saluzzo                                   |                                                         |  |  |       |  |  |                             |  |  |                                         |  |
|                                |                             | Filippo Valentino Asinari                             | Ghiron Roberto Asinari di San Marzano                   |  |  |       |  |  |                             |  |  |                                         |  |
|                                |                             | Filippo Valentino Asinari                             | Ghiron Roberto Asinari di San Marzano                   |  |  |       |  |  |                             |  |  |                                         |  |
|                                |                             | Filippo Valentino Asinari                             | Maria Margherita Alfieri di Magliano                    |  |  |       |  |  |                             |  |  |                                         |  |
| Rosalia Asinari di San Marzano |                             | Filippo Valentino Asinari                             |                                                         |  |  |       |  |  |                             |  |  |                                         |  |
|                                |                             | Maria Luigia Ferrero-Fieschi                          | Vittorio Amedeo Ferrero-Fieschi                         |  |  |       |  |  |                             |  |  |                                         |  |
|                                |                             | Maria Luigia Ferrero-Fieschi                          | Vittorio Amedeo Ferrero-Fieschi                         |  |  |       |  |  |                             |  |  |                                         |  |
|                                |                             | Maria Luigia Ferrero-Fieschi                          | Giovanna Irene Caracciolo                               |  |  |       |  |  |                             |  |  |                                         |  |
| Vittorio Amedeo Balbo Bertone  |                             | Maria Luigia Ferrero-Fieschi                          |                                                         |  |  |       |  |  |                             |  |  |                                         |  |
|                                | Giovanni Tommaso II Ghilini | Francesco Gerolamo II Ghilini                         |                                                         |  |  |       |  |  |                             |  |  |                                         |  |
|                                | Giovanni Tommaso II Ghilini | Francesco Gerolamo II Ghilini                         |                                                         |  |  |       |  |  |                             |  |  |                                         |  |
|                                | Giovanni Tommaso II Ghilini | Angelica Mussa                                        |                                                         |  |  |       |  |  |                             |  |  |                                         |  |
| Manfredo III Ghilini           | Giovanni Tommaso II Ghilini |                                                       |                                                         |  |  |       |  |  |                             |  |  |                                         |  |
|                                |                             | Daria Prati                                           | Andrea Agostino Prati                                   |  |  |       |  |  |                             |  |  |                                         |  |
|                                |                             | Daria Prati                                           | Andrea Agostino Prati                                   |  |  |       |  |  |                             |  |  |                                         |  |
|                                |                             | Daria Prati                                           | Isabella Mandrino                                       |  |  |       |  |  |                             |  |  |                                         |  |
| Daria Delfina Ghilini          |                             | Daria Prati                                           |                                                         |  |  |       |  |  |                             |  |  |                                         |  |
|                                |                             | Giuseppe Giovanni Maria Provana, VI conte di Collegno | Giuseppe Ignazio Provana, V conte di Collegno           |  |  |       |  |  |                             |  |  |                                         |  |
|                                |                             | Giuseppe Giovanni Maria Provana, VI conte di Collegno | Giuseppe Ignazio Provana, V conte di Collegno           |  |  |       |  |  |                             |  |  |                                         |  |
|                                |                             | Giuseppe Giovanni Maria Provana, VI conte di Collegno | Geronima Salomone di Serravalle                         |  |  |       |  |  |                             |  |  |                                         |  |
| Maria Teresa Provana           |                             | Giuseppe Giovanni Maria Provana, VI conte di Collegno |                                                         |  |  |       |  |  |                             |  |  |                                         |  |
|                                |                             | Grazia Delfina Avogadro della Motta                   | Gaspare Maria Avogadro della Motta, conte di Collobiano |  |  |       |  |  |                             |  |  |                                         |  |
|                                |                             | Grazia Delfina Avogadro della Motta                   | Gaspare Maria Avogadro della Motta, conte di Collobiano |  |  |       |  |  |                             |  |  |                                         |  |
|                                |                             | Grazia Delfina Avogadro della Motta                   | Bona Isabella Possevino                                 |  |  |       |  |  |                             |  |  |                                         |  |
|                                |                             | Grazia Delfina Avogadro della Motta                   |                                                         |  |  |       |  |  |                             |  |  |                                         |  |